# Hylaeus semicastaneus
Hylaeus semicastaneus là một loài Hymenoptera trong họ Colletidae. Loài này được Cockerell mô tả khoa học năm 1918.